# La Justice (carte)
Pour les articles homonymes, voir La Justice.

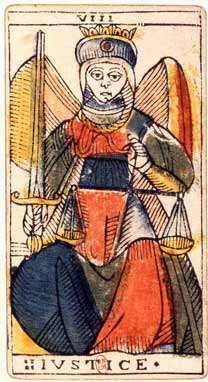
Le numéro 8, Justice, du jeu de Jean Dodal (début XVIIIe siècle).

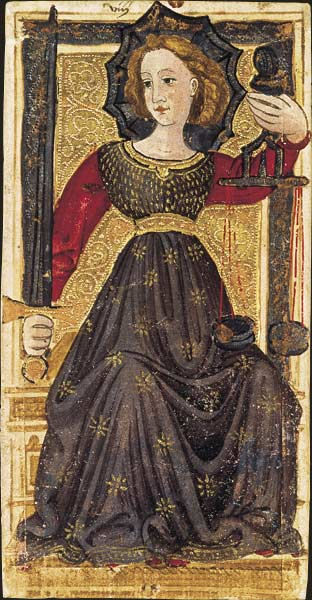
La Justice, tarot dit de Charles VI (XVe siècle).

La Justice est la huitième carte du tarot de Marseille et un « arcane majeur » de ce jeu.

## Caractéristiques et symbolique
Semblable à l'Impératrice quant à l'attitude hiératique, à la chevelure blonde et à la couleur des vêtements, la Justice a toutefois perdu ses ailes. Son trône semble massif ; la couronne de fer symbolise la rigueur de la loi. Dans sa main droite, elle tient l'épée de justice qui tranche les litiges, et fait le tri entre ce qui bon ou mauvais, entre le vrai et le faux. Dans sa main gauche, elle tient la balance, l'instrument qui pèse les faits, ce qui est dit et doit être connu pour que justice soit faite. La balance de fait permet au juge de peser les préjudices et de rétablir l'équilibre par sa décision.
Sur le plan moral, elle représente la loi, l'ordre et l'équilibre, c'est la sagesse qui s'accomplit pour le bien d'autrui. Elle rééquilibre les choses de la bonne manière, tel qu'on peut le connaître avec Salomon. 
Dans un tirage négatif, elle symbolise la force de la justice, qui est toujours juste mais qui agit de toute sa droiture et sa rigidité contre les mensonges alors que le requérant tend à se bercer d'illusions.
Cette lame dit toujours la vérité, tant en positif qu'en négatif. Il ne s'agit pas de la justice humaine, mais d'une justice parfaite, celle qui ne fait aucune erreur. La justice est comme le réel qui ni ne ment ni ne se trompe. Ce qui est faux sera toujours faux et ce qui est vrai le sera toujours. 
Ainsi la violence possible de la justice se tourne toujours vers les erreurs et toujours de bon droit. Le requérant doit savoir que si le tirage lui est négatif avec la justice, il est vain de se plaindre, la peine sera appliquée de bon droit et avec force au besoin, car cela n'est que justice. 
Celle-ci peut clairement indiquer que le requérant se trompe à propos du sujet qui l'amène et qu'en perdurant ainsi il risque d'être jugé, donc puni d'une manière ou d'une autre.
Dans un tirage positif, elle indique au requérant que sa démarche se fait de bon droit.
Venant après le Chariot, la Justice marque l'acquisition par la personne de la faculté d'être juste, de savoir peser le pour et le contre, de prendre en compte le réel et les difficultés de devoir choisir (l'amoureux-chariot). Elle signe donc aussi une progression de l'individu dans sa capacité de jugement quant aux choses de la vie.

## Dans la fiction
Cette carte est évoquée dans le roman Le Huit d'épées, de John Dickson Carr, publié en 1934. 